# Iłża (gmina)
Pour les articles homonymes, voir Iłża (homonymie).
Iłża (prononciation : [ˈiu̯ʐa]) est une gmina urbaine-rurale (gmina miejsko-wiejska) ou mixte du powiat de Radom, dans la Voïvodie de Mazovie, dans le centre-est de la Pologne.
Son siège administratif (chef-lieu) est la ville d'Iłża, qui se situe environ 27 kilomètres au sud de Radom (siège du powiat) et 118 kilomètres au sud de Varsovie (capitale de la Pologne).
La gmina couvre une superficie de 255,82 km2 pour une population de 15 624 habitants en 2006 avec une population de 5 165 habitants pour la ville d'Iłża et une population de la partie rurale de la gmina de 10 459 habitants.

## Histoire
De 1975 à 1998, la gmina est attachée administrativement à la voïvodie de Radom.

Depuis 1999, elle fait partie de la voïvodie de Mazovie.

## Géographie
Outre la ville d'Iłża, la gmina inclut les villages et localités de :

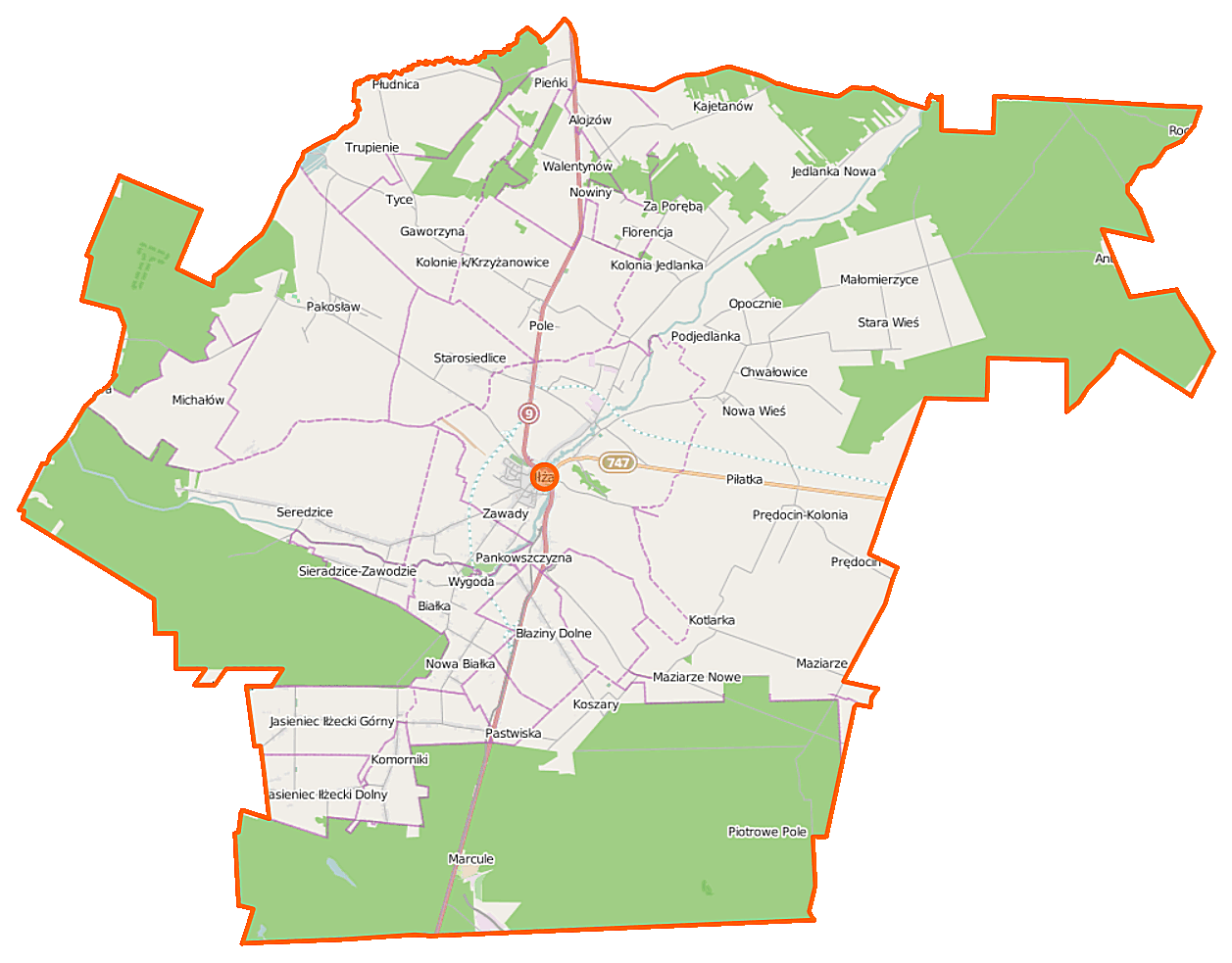
Plan de la gmina

- Alojzów
- Białka
- Błaziny Dolne
- Błaziny Górne
- Chwałowice
- Florencja
- Gaworzyna
- Jasieniec Iłżecki Dolny
- Jasieniec Iłżecki Górny
- Jasieniec-Maziarze
- Jedlanka Nowa
- Jedlanka Stara
- Kajetanów
- Kolonia Seredzice
- Koszary
- Kotlarka
- Krzyżanowice
- Małomierzyce
- Maziarze Nowe
- Maziarze Stare
- Michałów
- Nowy Jasieniec Iłżecki
- Pakosław
- Pastwiska
- Pieńki
- Piłatka
- Piotrowe Pole
- Płudnica
- Prędocin
- Prędocin-Kolonia
- Seredzice
- Seredzice-Zawodzie
- Starosiedlice
- Walentynów

### Gminy voisines
La gmina d'Iłża est voisine des gminy suivantes :
- Brody
- Ciepielów
- Kazanów
- Mirzec
- Rzeczniów
- Skaryszew
- Wierzbica

## Structure du terrain
D'après les données de 2002, la superficie de la commune d'Iłża est de 255,82 km2, répartis comme telle :
- terres agricoles : 53%
- forêts : 39%

La commune représente 16,72% de la superficie du powiat.

## Démographie
Données du 30 juin 2004 :
| Description        | Total  | Total | Femmes | Femmes | Hommes | Hommes |
| ------------------ | ------ | ----- | ------ | ------ | ------ | ------ |
| Unité              | Nombre | %     | Nombre | %      | Nombre | %      |
| Population         | 15761  | 100   | 8 090  | 51,3   | 7 671  | 48,7   |
| Densité (hab./km²) | 61,6   | 61,6  | 31,6   | 31,6   | 30     | 30     |